# Sandalen Christi

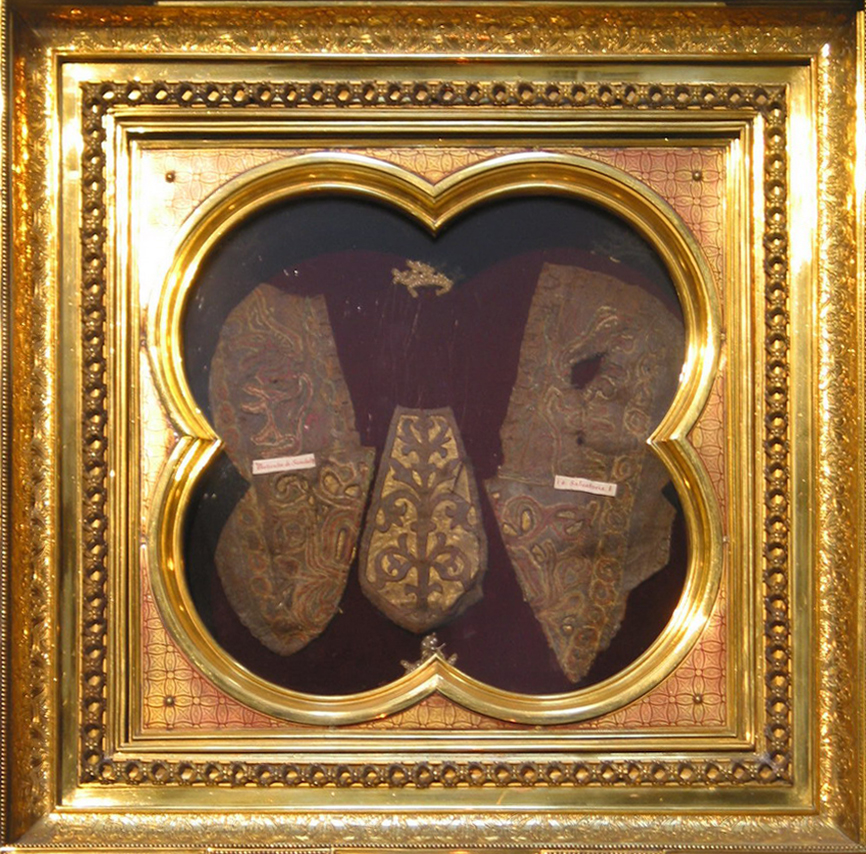
Sandalen Christi

Die Sandalen Christi zählen zu den bedeutendsten Reliquien des Mittelalters. Als Pippin III. mit Papst Stephan II. in der Pippinschen Schenkung 754 die Gründung des Kirchenstaates vereinbarte, waren einige Gegenleistungen der Kirche vorausgegangen. Stephans Vorgänger, Papst Zacharias, hatte Pippins Wahl zum König anerkannt und ihm 752 die Reliquie der Sandalen Christi übereignet.
Von ihrer religiösen Bedeutung abgesehen, war die Reliquie die materielle Verkörperung dessen, was die Päpste dem fränkischen König bieten konnten: Legitimation durch die Kirche.
Für Pippin waren die Sandalen sehr nützlich. Er hatte vor, die Abtei Prüm, ein kleines, rund 30 Jahre zuvor gegründetes Kloster in der Eifel, aufzuwerten. Also überließ er der Abtei riesigen Grundbesitz (Prümer Urbar) und zudem, wiederum auch zur Legitimation, die Reliquie. Die Abteikirche von Prüm erhielt daraufhin den Namen Sankt Salvator (Heiliger Erlöser), und das Kloster wurde in der Folge die bedeutendste Abtei und das Hauskloster der Karolinger.
Der Besitz bedeutender Reliquien war auch ein Mittel der Kirchenpolitik. Um mit der mächtigen Fürstabtei zu konkurrieren, galt es daher, Reliquien ähnlicher Provenienz und Güte vorzuweisen. Im 12. Jahrhundert meldete das aufstrebende und Machtzuwachs suchende Bistum Trier die Entdeckung eines solchen Gegenstandes: ein Gewand Christi, der sogenannte Heilige Rock. Dieser war der Überlieferung zufolge durch die heilige Helena nach Trier gelangt. Als biblisch bezeugtes und theologisch bedeutsames Kleidungsstück (Joh 19,23-24 ) war er zweifellos eindrucksvoller als die Sandalen.
Es dauerte noch vier Jahrhunderte, bis Trier den Machtkampf gegen Prüm gewann. 1524 fand die erste große Wallfahrt zum Heiligen Rock statt. 1574 verlor die Abtei Prüm ihre Selbstständigkeit an Trier.
Für die beiden folgenden Jahrhunderte ist keine besondere Verehrung der Reliquien überliefert, auch wenn ihre Existenz bekannt war. 1794 wurden sie vor den heranrückenden französischen Revolutionstruppen in Sicherheit gebracht und gelangten nach Frankfurt, von wo aus sie 1810 nach Prüm zurückgelangten. 1863 untersuchte der Trierer Domkapitular Johann Nikolaus von Wilmowsky die Reliquien, die sich zu diesem Zeitpunkt in einem vermutlich barocken Kasten auf dem Hochaltar der ehemaligen Abteikirche befanden. Er untersuchte die Stücke genau, verfasste einen Bericht darüber und ließ sie auf einer Tafel montieren, um sie den Gläubigen zugänglich zu machen. 1896 wurden die Sandalen in ein neues Reliquiar im Chor der Kirche übertragen. Im selben Jahr fand auch eine 14-tägige Wallfahrt zu den Sandalen statt; der Wunsch des damaligen Prümer Pfarrers, diese zu einer regelmäßigen Tradition werden zu lassen, ging jedoch nicht in Erfüllung.
Die Sandalen Christi, genauer: die Überreste eines reich verzierten Stoffschuhs (Pantoffels) aus der Merowingerzeit (fünftes bis achtes Jahrhundert), nach anderen Angaben aus der Karolingerzeit, in den Reste der Sandalen Christi eingearbeitet worden seien, sind heute noch in der Sankt-Salvator-Basilika in Prüm zu sehen und werden dort verehrt. Sie befinden sich auf der Nordseite des Chores der Kirche in dem 1896 geschaffenen Reliquiar, das an Feiertagen geöffnet wird. Ihre politische Bedeutung, die sie im Mittelalter hatten, haben sie verloren, geblieben ist die religiöse Bedeutung.